# Immeuble Ah-Sing
L'immeuble Ah-Sing est un immeuble d'habitation avec bureaux et commerces de l'île de La Réunion, département d'outre-mer français dans le sud-ouest de l'océan Indien. Situé à l'angle des rues Félix Guyon et du Maréchal-Leclerc, à Saint-Denis, il est l'œuvre de l'architecte Jean Bossu. Il est inscrit en totalité à l'inventaire supplémentaire des Monuments historiques depuis le 26 août 2011.